# YBCニューススポット
『YBCニューススポット』（ワイビーシーニューススポット）は、山形放送で放送されている夜の県内ニュース番組。

## 放送時間
- 火曜 - 木曜 19:54 - 20:00
- 金曜 20:54 - 21:00

## 担当アナウンサー
- シフト勤務（かつては21:55からのラジオの『YBCニュース』も担当していたが、2009年10月からは廃止されている）。

## その他
- かつては土日の20:54 - 21:00に『NNNニューススポット』が放送されていたが、2008年9月をもって廃止となった。また、大きなニュースがあった場合に『YBCニューススポット』を『NNNニューススポット』に差し替えになったこともあった。

- 1994年3月までは22:54 - 23:00の放送だった（『NNNきょうの出来事』が22:54開始に伴い、1994年4月より現在の時間になった）。